# Chikusichloa mutica
Chikusichloa mutica är en gräsart som beskrevs av Yi Li Keng. Chikusichloa mutica ingår i släktet Chikusichloa och familjen gräs. Inga underarter finns listade i Catalogue of Life.